# Joseph LaFlesche

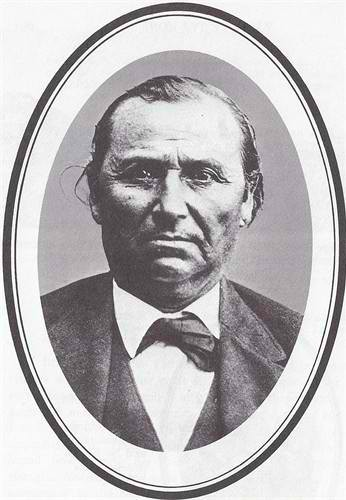
Joseph LaFlesche

Joseph LaFlesche (ca. 1820-1888), ook bekend onder zijn inheemse naam E-sta-mah-za of Iron Eye, was het laatste stamhoofd dat volgens de oude rituelen van de Omaha werd geïnstalleerd.

## Biografie
Iron Eye was de zoon van een Franse pelshandelaar en zijn indiaanse Ponca vrouw, Waoowinchtcha. Hij werd de geadopteerde zoon van Omaha stamhoofd Big Elk, die hem persoonlijk uitkoos als zijn opvolger. 

### Beleid
Iron Eye was ervan overtuigd dat de blanken weldra de Great Plains zouden bevolken. Hij geloofde dat de toekomst van zijn volk lag in onderwijs, in het gebruik van nieuwe landbouwmethodes, in het christendom en in aanpassing aan de levenswijze van de blanken. Zijn beleid werd eerst met afkeuring door het volk onthaald. Tijdens zijn beleid kwam er een einde aan de bandeloosheid tussen de leden van de stam. Maar hoewel hij werd vertrouwd en gerespecteerd, werd zijn beleid gekenmerkt door conflicten.

### Gezin
Iron Eye trouwde eerst met Mary Gale, ook wel Hinnuaganun (One Woman) genoemd, de dochter van chirurg Dr. John Gale van Fort Atkinson en zijn Iowa vrouw Ni-co-ma. 
Iron Eye en Mary voedden hun kinderen op volgens de Omaha-traditie. Pas wanneer de kinderen naar de Presbyteriaanse missieschool op het reservaat gingen leerden ze Engels. Ze spoorden hun kinderen aan om te studeren en zich daarmee ten dienste van de Omaha te stellen. Joseph LaFlesche had een grote invloed op zijn kinderen. 
Hun oudste dochter Susette LaFlesche Tibbles werd docente, schrijfster en burgerrechtenactiviste die opkwam voor de rechten van de inheemse Amerikanen.

Rosalie LaFlesche Farley behartigde de financiële zaken van de Omaha. Ze hielp bij de onderhandelingen over verdragen in verband met de kudden en de grasgebieden van haar volk. Ze werkte samen met de University of Pennsylvania om de tradities en verhalen van verschillende stammen te verzamelen en vast te leggen.

Susan LaFlesche Picotte werd de eerste inheems Amerikaanse vrouwelijke arts in de Verenigde Staten, met een diploma naar Europese normen. Ze wijdde haar leven aan het verbeteren van de leefomstandigheden en de gezondheid van de Omaha. 

Francis LaFlesche werd etnoloog en was verbonden aan het Smithsonian. Hij gaf lezingen om de burgerrechten van de inheemse Amerikanen in de belangstelling te brengen. Samen met Nelle Eberhart en componist Charles Cadman werkte hij aan het libretto van Da O Ma, een opera gebaseerd op een Omaha-legende.
 
Ook de andere kinderen zetten zich op een of andere wijze in voor de Omaha.

## Verder lezen
- Norma Kidd Green, Iron Eye's Family: The Children of Joseph LaFlesche. Lincoln, Neb. 1969.
- Dorothy Clarke Wilson, Bright Eyes: The Story of Susette LaFlesche. New York, 1974.